# フリアン・カランサ
フリアン・カランサ（Julián Carranza、2000年5月22日 - ）は、アルゼンチン出身のプロサッカー選手。ポジションはFW。フェイエノールト所属。

## 経歴

### クラブ
CAバンフィエルドでキャリアをスタート。2017年11月のデフェンサ・イ・フスティシア戦でプロデビュー。12月のアルヘンティノス・ジュニアーズ戦でプロ初ゴールを決めた。
2019年7月26日、メジャーリーグサッカーのインテル・マイアミCFと契約を結んだ。2019年いっぱいはレンタルの形でバンフィエルドに残留した。
2021年12月、フィラデルフィア・ユニオンへのレンタル移籍が発表された。2022年7月13日に完全移籍となった。
2024年6月30日、フェイエノールトに4年契約で移籍した。

### 代表
2017年、U-17代表チームの一員として、チリで開催された南米U-17選手権に参加した。